# Nationaal park Plitvicemeren
Het Nationaal park Plitvicemeren (Kroatisch: Nacionalni park Plitvička Jezera) is een nationaal park in de provincie Lika-Senj dicht bij Plitvička Jezera in Kroatië.
Door een natuurlijk afzettingsproces gedurende duizenden jaren door het stromende water van de Koranarivier zijn er in dit gebied dammen van travertijn ontstaan. Deze dammen hebben op hun beurt weer een aantal meren, grotten en watervallen gevormd. Het park bezit 16 meren met daartussen 90 watervallen. Het bos in het park is het onderkomen van beren, wolven en zeldzame vogels.
Het park werd in 1979 op de Werelderfgoedlijst van beschermde natuurgebieden van UNESCO geplaatst.
De Plitvicemeren zijn onderverdeeld in de bovenmeren (Gornja) en de benedenmeren (Donja) zoals onder andere het Proscaroncanskog jezera en het Kozjakmeer. Het grootste benedenmeer is Jezero Milanovac dit is circa 470 m lang, 50–90 m breed en 18m diep.

## Afbeeldingen

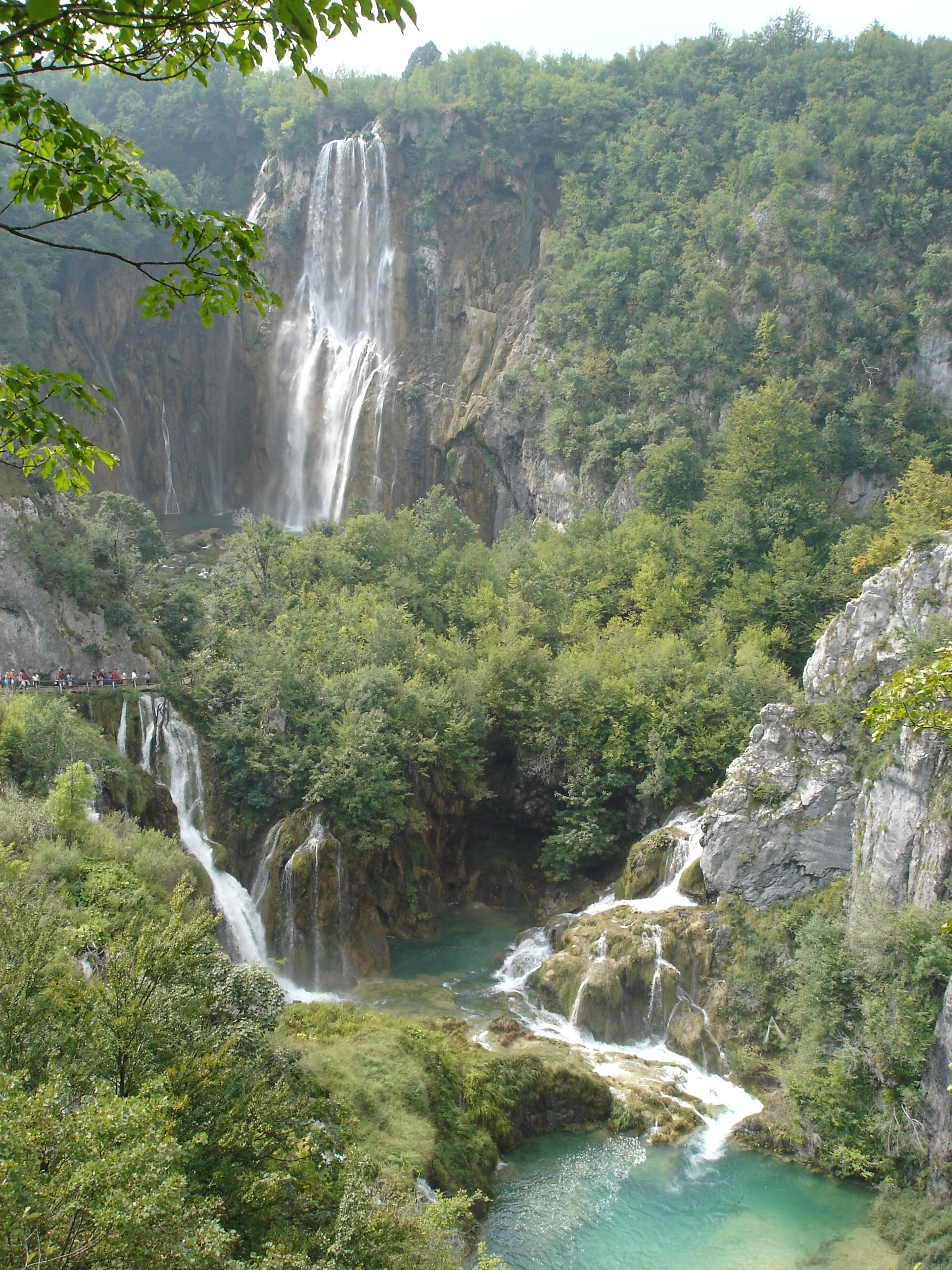
Overzicht van Plitvice
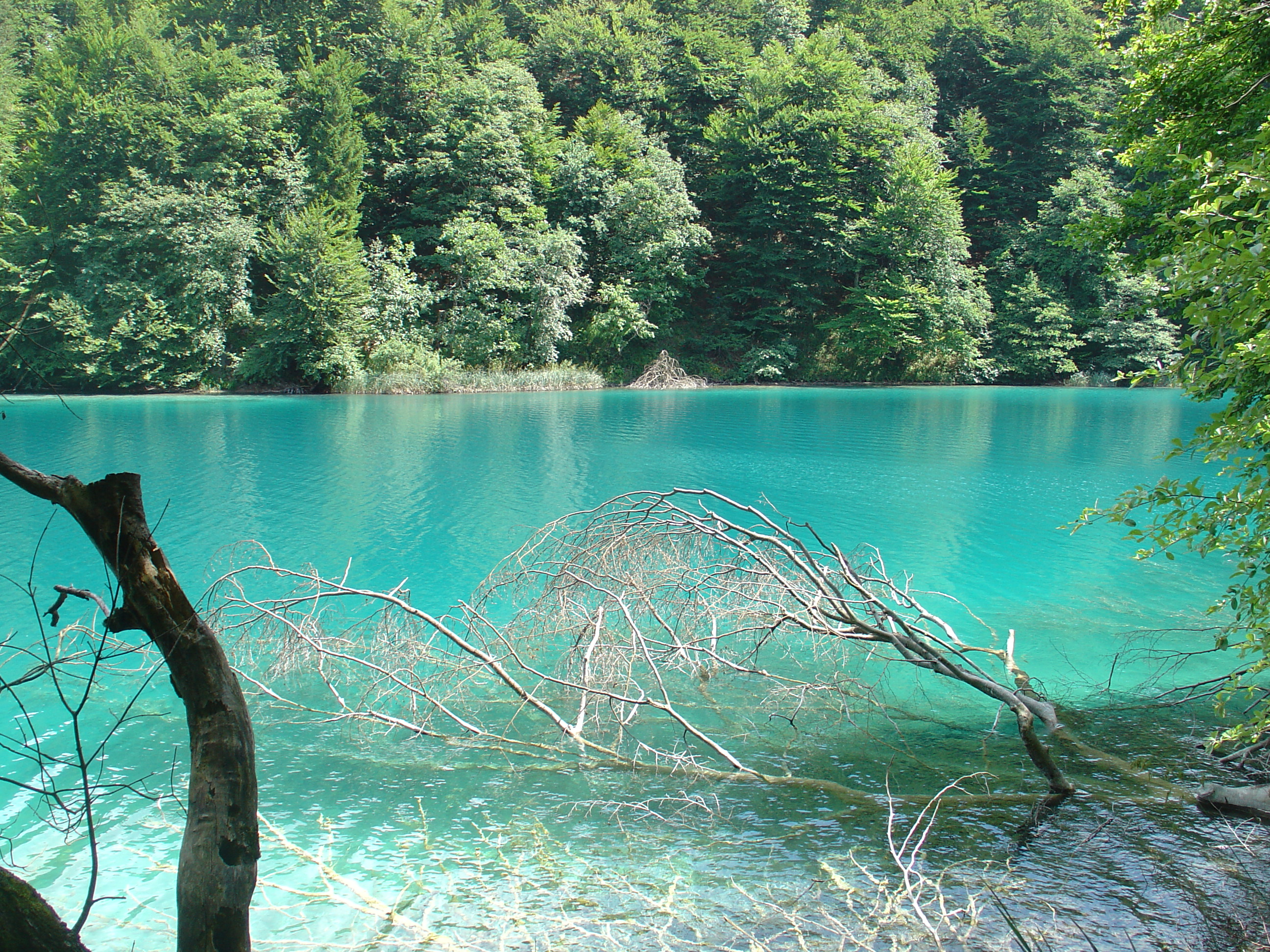
Een meer bij Plitvice
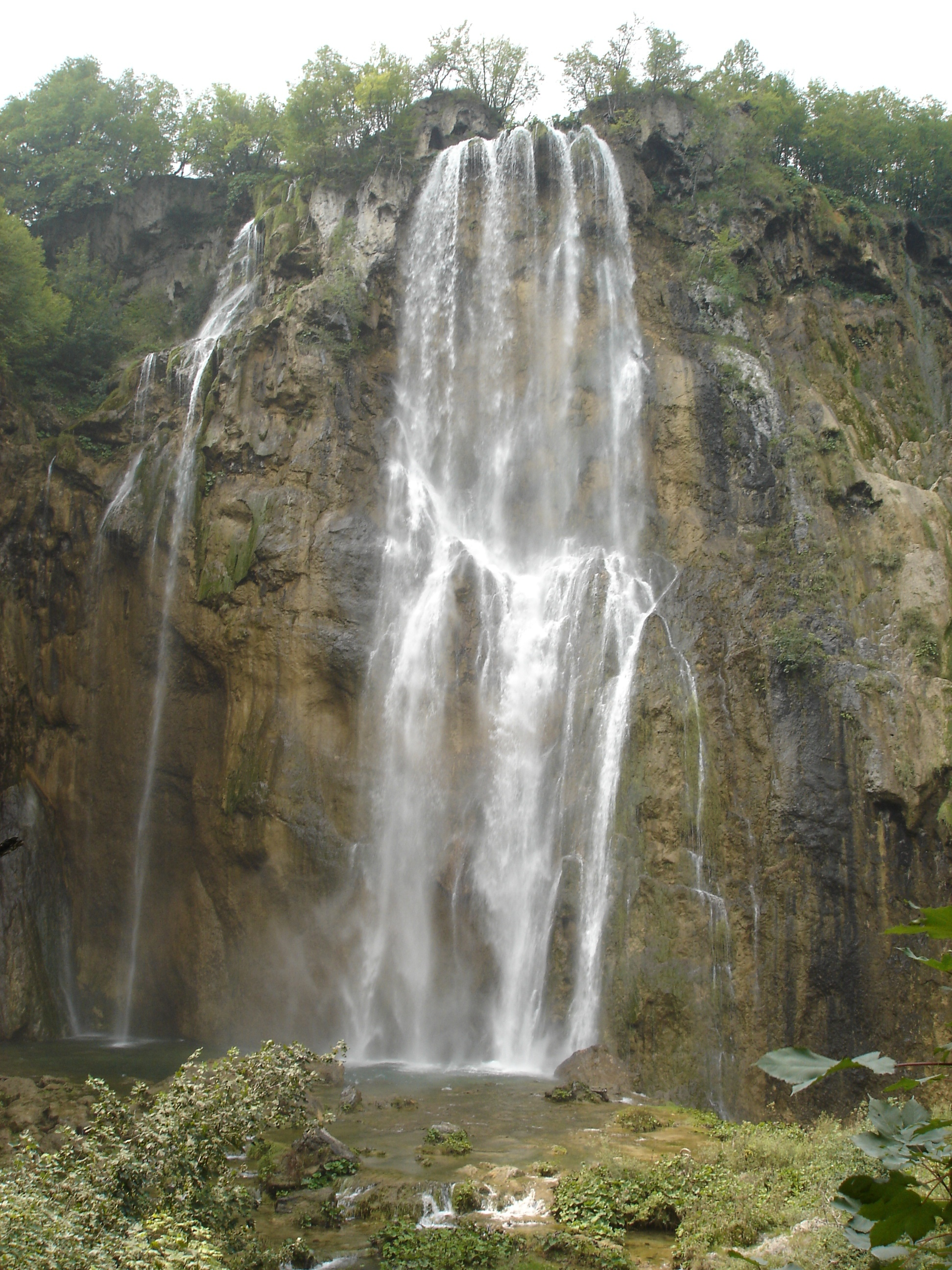
De grote waterval van Plitvice
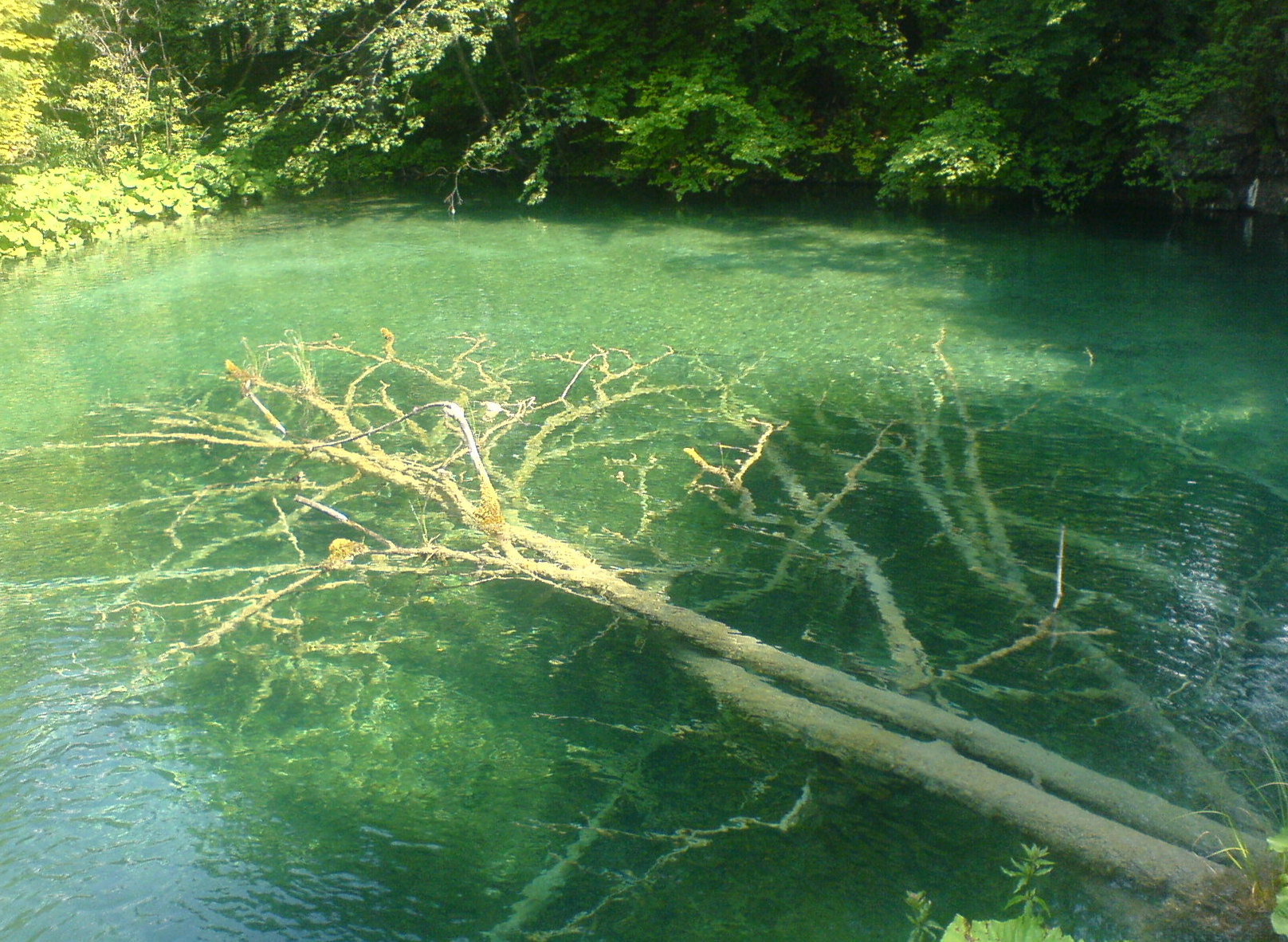
Het noordelijke gedeelte van Plitvice
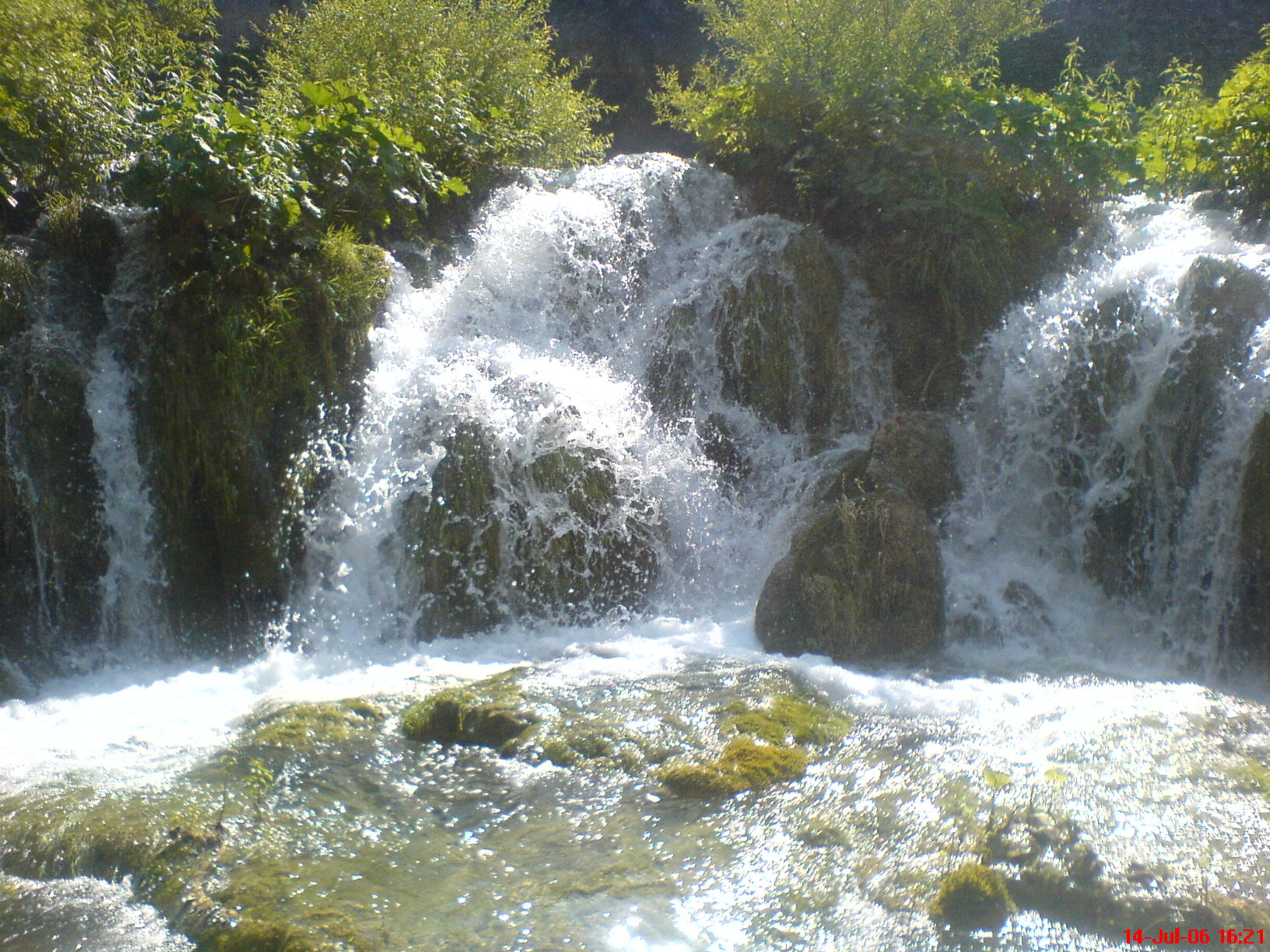
Kleine watervallen
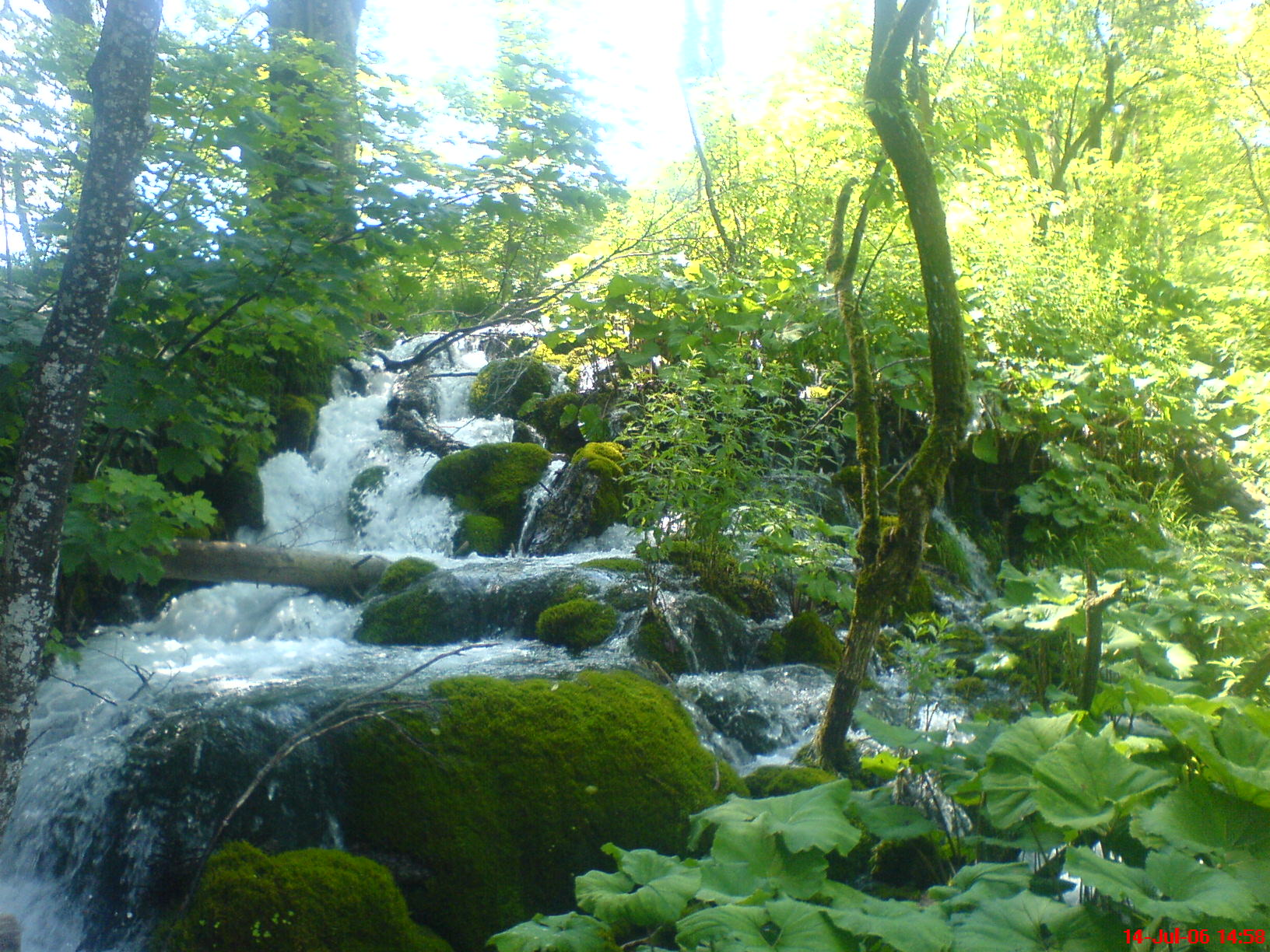
Kleine watervallen in het bos
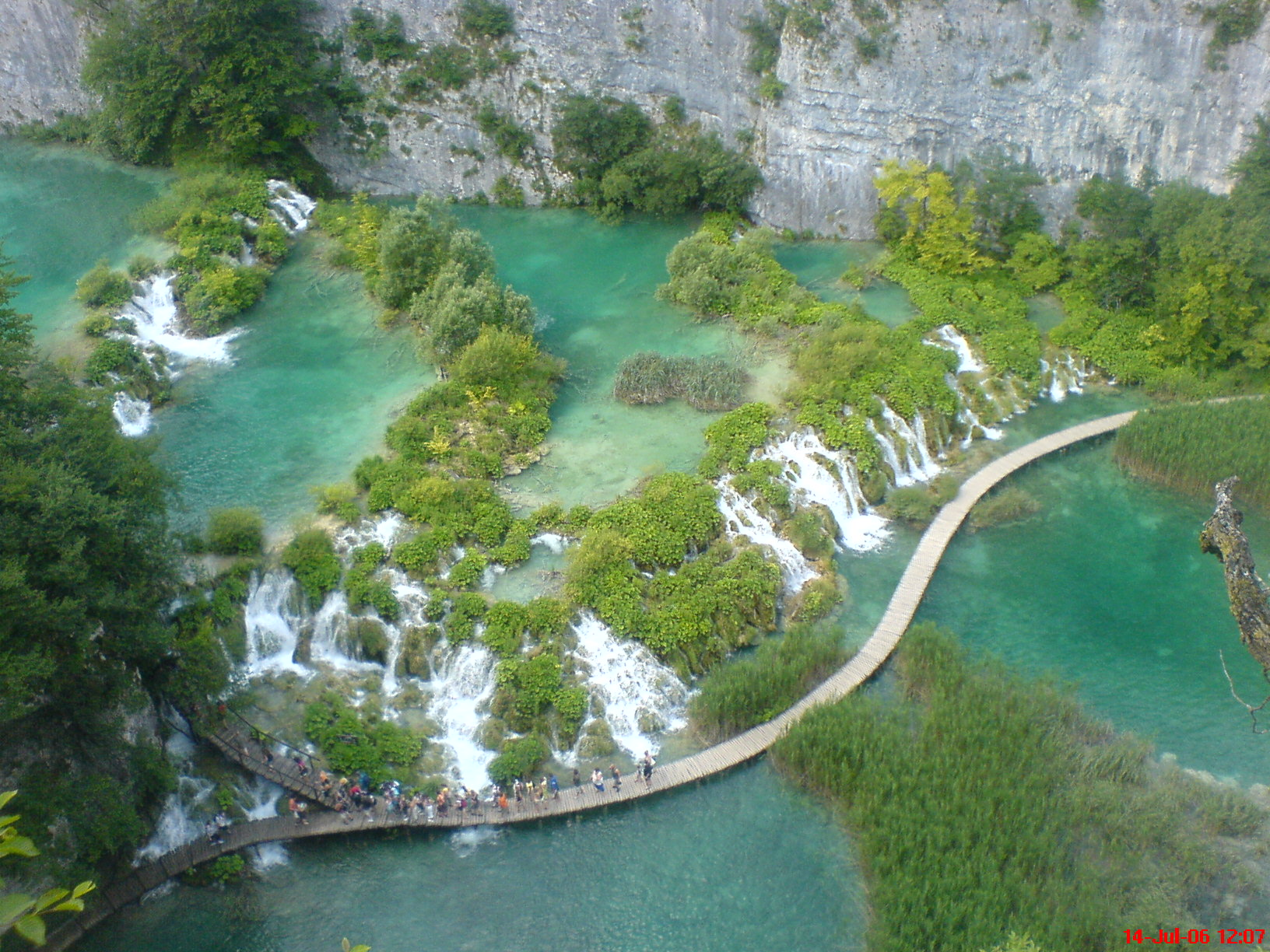
Uitzicht op Plitvice vanaf de bovenkant
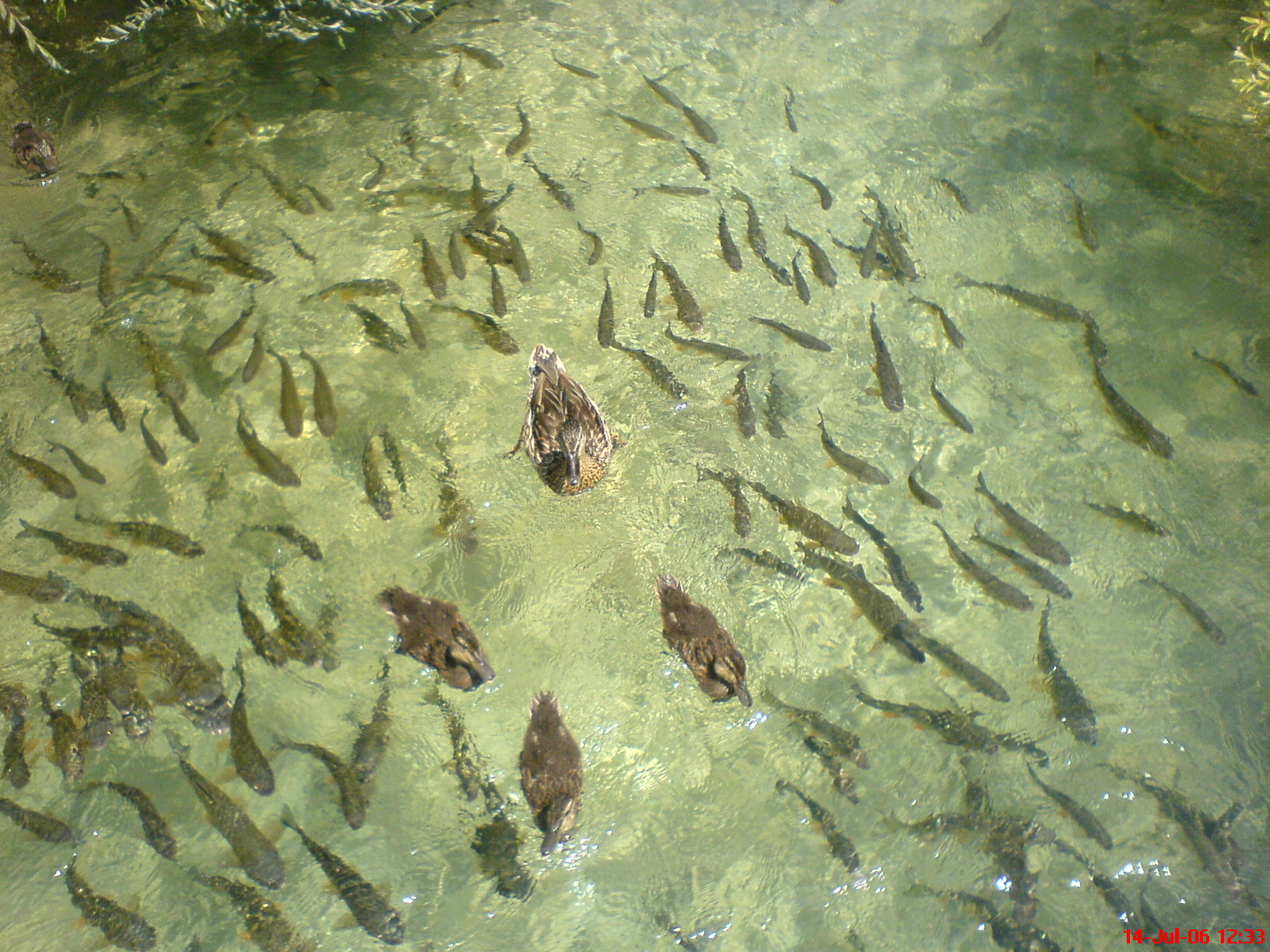
Vissen in de meren van Plitvice
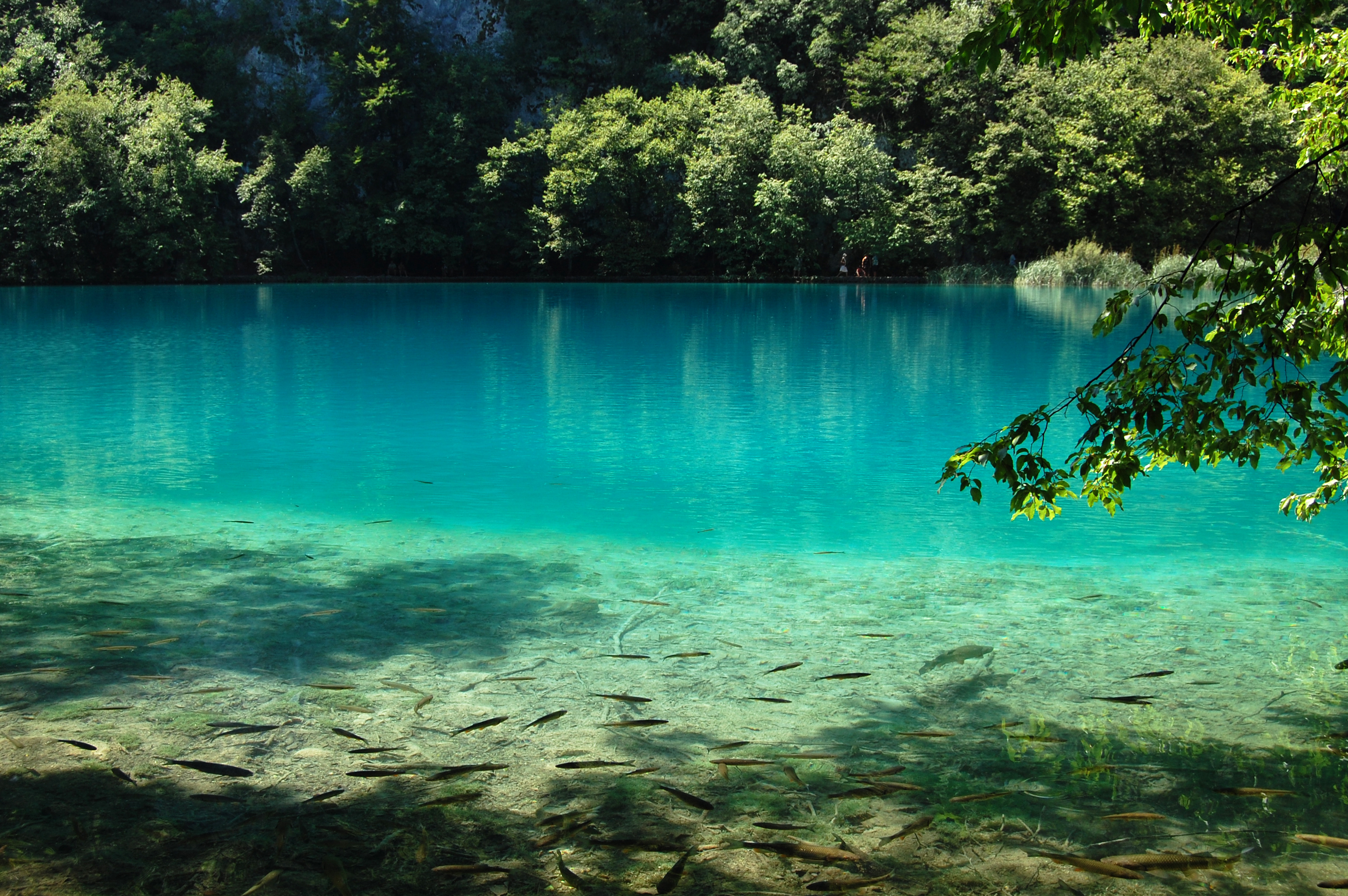
Plitvice Meer